# ネルヴィアーノ
ネルヴィアーノ（伊: Nerviano）は、イタリア共和国ロンバルディア州ミラノ県にある、人口約17,000人の基礎自治体（コムーネ）。

## 地理

### 位置・広がり

#### 隣接コムーネ
隣接するコムーネは以下の通り。括弧内のVAはヴァレーゼ県所属を示す。
- アルルーノ
- チェッロ・マッジョーレ
- ライナーテ
- オリッジョ (VA)
- パラビアーゴ
- ポリアーノ・ミラネーゼ

### 地震分類
イタリアの地震リスク階級 (it) では、4 に分類される
。

## 行政

### 分離集落
ネルヴィアーノには、以下の分離集落（フラツィオーネ）がある。
- Cantone, Garbatola, Sant'Ilario, Villanova, Costa San Lorenzo